# Tepelena
Tepelena este un oraș din sudul Albaniei, pe râul Vjosë, în aval de confluența acestuia cu Drino. Este cunoscut ca locul unde s-a născut Ali Pașa. Industria alimentară (îmbutelierea apelor minerale).